# Herbert Splanemann
Herbert Splanemann (* 8. Juli 1912 in Berlin; † 29. Januar 1945 im Zuchthaus Brandenburg) war ein deutscher Kommunist und Widerstandskämpfer gegen den Nationalsozialismus.

## Leben

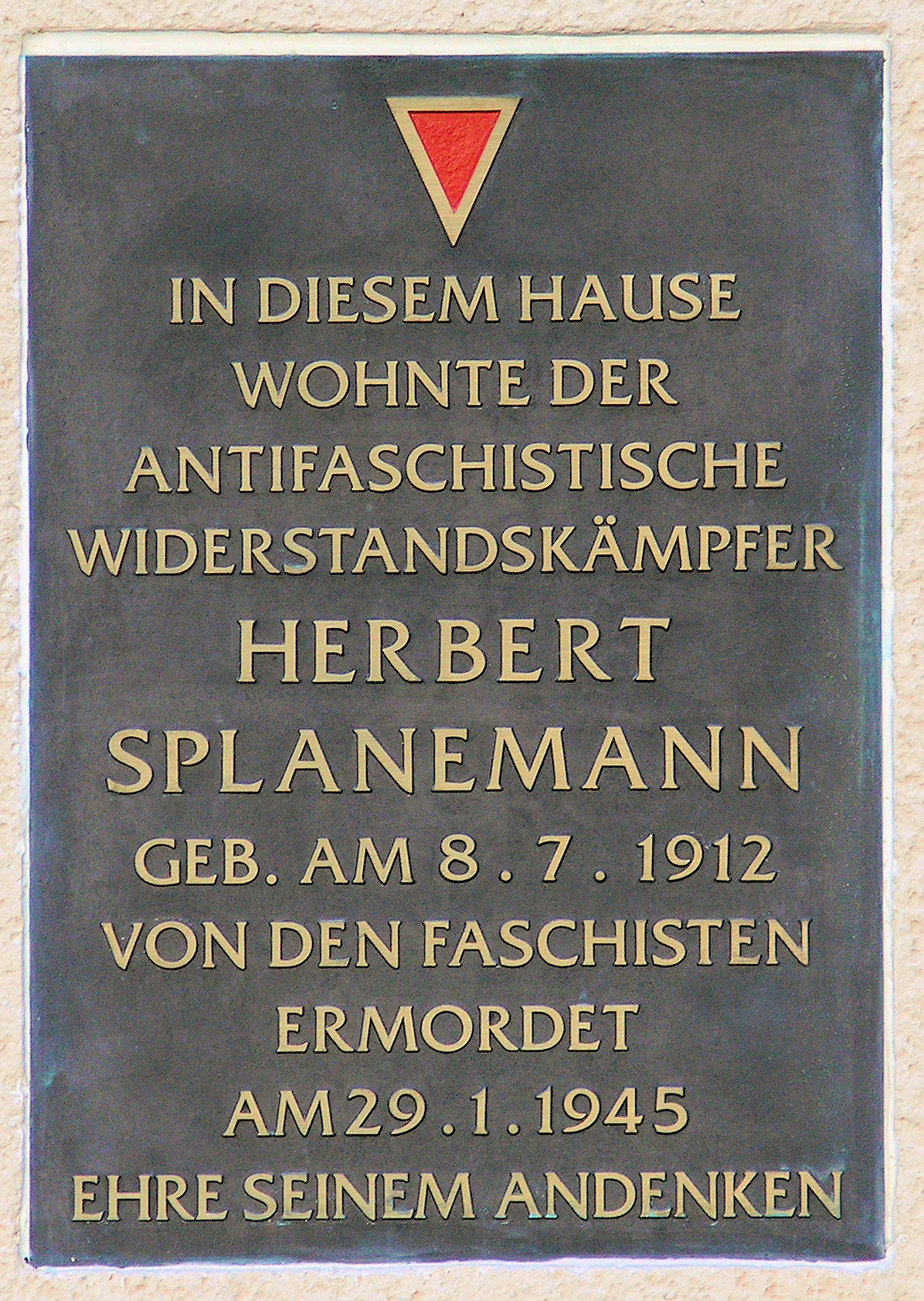
Gedenktafel am Wohnhaus Marie-Curie-Allee 112

Splanemann war von Beruf Werkzeugmacher. Er war Mitglied des Metallarbeiterverbandes und der KPD. 1932 war er zeitweilig als Werkzeugmacher in Betrieben der Sowjetunion tätig und arbeitete nach seiner Rückkehr in der Alfred Teves Maschinen- und Armaturenfabrik in Berlin-Wittenau. Während des Zweiten Weltkriegs baute er dort mit anderen KPD-Mitgliedern eine betriebliche Widerstandsgruppe auf, die Kontakte zur Uhrig- und zur Saefkow-Gruppe hatte. Splanemann wurde am 21. August 1944 mit 13 weiteren Arbeitern im Betrieb verhaftet. Am 14. Dezember 1944 verurteilte ihn der Volksgerichtshof wegen „Vorbereitung zum Hochverrat“ und „Feindbegünstigung im Kriege“ zum Tode. Am 29. Januar 1945 wurde Splanemann im Zuchthaus Brandenburg-Görden hingerichtet.

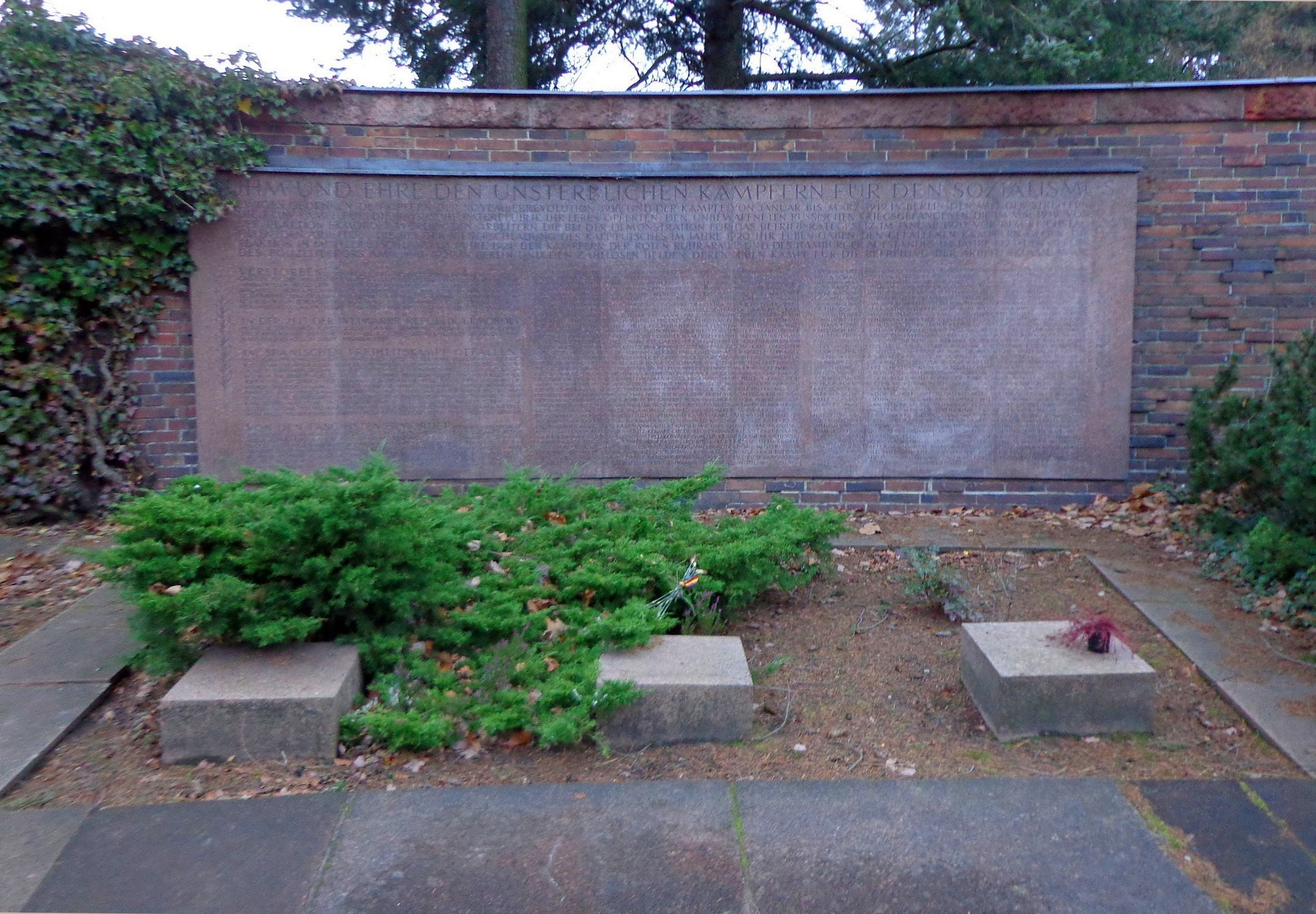
Gedenkstätte der Sozialisten, Porphyr-Gedenktafel an der Ringmauer mit Urnensammelgrab

Nach der Hinrichtung wurde sein Leichnam im Krematorium Brandenburg verbrannt. Im Jahr 1946 wurden zahlreiche Urnen mit der Asche von in der Zeit des Nationalsozialismus hingerichtetenWiderstandskämpfern aus den damaligen Berliner Bezirken Lichtenberg, Kreuzberg und Prenzlauer Berg auf den Zentralfriedhof Friedrichsfelde überführt, von denen besonders viele im Zuchthaus Brandenburg-Görden enthauptet worden waren. Ihre sterblichen Überreste fanden schließlich in der 1951 eingeweihten Gedenkstätte der Sozialisten (Urnensammelgrab bei der großen Porphyr-Gedenktafel auf der rechten Seite der Ringmauer) ihren endgültigen Platz. Neben Herbert Splanemann erhielten auf diese Weise auch viele andere Widerstandskämpfer eine würdige Grabstätte und einen Gedenkort.

## Ehrungen
- Gedenktafel am Wohnhaus Berlin-Friedrichsfelde, Marie-Curie-Allee 112. 
Die erste Gedenktafel war vermutlich zu Beginn der 1950er Jahre angebracht worden. Sie wurde 1991 von unbekannten Tätern entfernt. Im Jahr 1994 ließ das Aktive Museum Faschismus und Widerstand eine Ersatztafel anbringen.[4] An Splanemanns 63. Todestag im Jahr 2008 wurde eine von der Wohnungsbaugesellschaft HOWOGE finanzierte, mit dem Original identische Tafel enthüllt.[5]
- In Berlin-Friedrichsfelde ist seit dem 31. Mai 1951 eine Straße nach ihm benannt. Auch die dortige denkmalgeschützte Siedlung trägt seinen Namen.